# Вдовина, Наталия Владимировна
Наталия Владимировна Вдовина (до 1999 — Макарова; род. 23 октября 1976, Москва) — российская волейболистка, центральная блокирующая, Мастер спорта России международного класса.

## Биография
Волейболом Наталия Вдовина (Макарова) начала заниматься в 1987 году в московской школе олимпийского резерва «Локомотив». До 1995 выступала за команду «Россы» (Москва), а в 1995 году перешла в ЦСКА, в составе которого становилась победителем (в 1998) и призёром розыгрышей Кубка обладателей кубков ЕКВ, призёром чемпионатов России, победителем (в 1998) и призёром розыгрышей Кубка России.
В 1993 году в составе юниорской сборной России Наталия Макарова стала чемпионкой мира среди девушек.
После ухода в 2000 году из ЦСКА Наталия Вдовина на протяжении дальнейшей спортивной карьеры выступала за различные российские клубы.
В 2004 году Вдовина привлекалась в сборную России. В Гран-при приняла участие во всех 9 сыгранных российской национальной командой матчей и набрала в них 89 очков, причём неизменно выходила в стартовом составе (в розыгрыше Гран-при того года сборная России выступала в экспериментальном составе). Также участвовала в отборочном турнире чемпионата Европы-2005.

### Клубная карьера
- 1993—1995 —  «Россы» (Москва);
- 1995—2000 —  ЦСКА (Москва);
- 2001 —  «Бешикташ» (Стамбул);
- 2001—2002 —  «Уралочка-НТМК» (Свердловская область);
- 2002—2003 —  «Факел» (Новый Уренгой);
- 2003—2004 —  «Динамо» (Московская область);
- 2004—2005 —  «Динамо» (Москва);
- 2005—2006 —  «Стинол» (Липецк);
- 2006—2008 —  «Спартак» (Омск);
- 2008—2010 —  «Динамо» (Краснодар);
- 2010—2012 —  «Северсталь» (Череповец);
- 2012 —  «Ленинградка» (Санкт-Петербург);
- 2013 —  «Северсталь» (Череповец).

## Достижения

### С клубами
- Чемпионка России 2002;
  - 4-кратный серебряный призёр чемпионатов России — 1996, 1997, 2004, 2005;
  - 3-кратный бронзовый призёр чемпионатов России — 1998, 2000, 2010.
- победитель розыгрыша Кубка России 1998;
  - 3-кратный серебряный призёр розыгрышей Кубка России — 1997, 1999, 2004.
- победитель розыгрыша Кубка обладателей кубков ЕКВ 1998;
  - двукратный серебряный призёр Кубка обладателей кубков ЕКВ — 1996, 1997.

### Со сборными
- участница Гран-при 2004.
- чемпионка мира среди девушек 1993 в составе юниорской сборной России.